# Together Again (canción de Janet Jackson)
“Together Again” (en español: Juntos otra vez) es una canción grabada por la cantante estadounidense Janet Jackson para su sexto álbum de estudio The Velvet Rope (1997). Fue el segundo sencillo del álbum, y se convirtió en uno de los mayores éxitos de Jackson.

## Escritura y producción
La canción fue escrita y producida por Jackson, los escritores y productores Jimmy Jam, Terry Lewis y René Elizondo; en homenaje a los amigos de Jackson, que padecían del síndrome de inmunodeficiencia adquirida (SIDA). Originalmente se había compuesto cómo una balada, sin embargo la pista se volvió a producir cómo una canción bailable ya que los amigos de Jackson no querían una canción triste, si no una celebración.

## Vídeo musical
Se filmaron dos vídeos para la canción. En el primero se usa la versión original de la canción, en el que se puede ver a Jackson y a sus bailarines en un safari africano, rodeados por elefantes, jirafas y leopardos. En la escena en que Jackson parece estarse abrazando sí misma, fue su entonces bailarina Nikki Pantenburg la que actuó cómo la doble de ella. Esta versión recibió una nominación a los premios MTV Video Music Awards de 1998 en la categoría "Mejor vídeo bailable". El otro vídeo se hizo con la versión Deeper Remix de "Together Again", fue dirigido por René Elizondo y en la grabación se puede ver a Jackson en el departamento de uno de sus amigos que murió víctima de la enfermedad.
Ambos vídeos fueron incluidos en la versión de DVD del álbum All for you en 2001 y en la recopilación de vídeos From janet. to damita jo: the videos en 2004.

## Recepción popular y comercial
“Together again” fue el primer sencillo del álbum The velvet rope que se publicó de manera comercial en Norteamérica, ya que el primer sencillo “Got 'til It's Gone”, sólo fue lanzado en las radio emisoras. Debido a esto, el lanzamiento del primer sencillo comercial fue muy esperado por parte del público. Antes de su lanzamiento oficial, la canción ya había sido muy radiada; por lo que tuvo un debut bastante alto en la lista “Hot 100”, entrando en el número nueve el 20 de diciembre de 1997. Alcanzó el número uno el 31 de enero de 1998 (su séptima semana), permaneciendo en la cima durante dos semanas. Se mantuvo en las diez primeras posiciones durante catorce semanas, cuarenta y seis semanas en toda la lista y a fin de año apareció en el número seis en la lista de los sencillos más vendidos durante el año.
El sencillo también llegó a un máximo del número ocho en la lista “Hot R&B/Hip-Hop Songs”, y número uno en la “Hot Dance Club Play”.
En Canadá llegó al número dos y se mantuvo durante muchas semanas entre las diez primeras posiciones, siendo uno de los mayores éxitos de Jackson en este país, incluso mayor que sus seis anteriores números unos; debido a su longevidad en la lista. En el Reino Unido la canción fue muy radiada y logró altísimas ventas, y a pesar de que nunca subió más del número cuatro en la lista UK Singles Chart, su larga estadía en la lista, lo convirtió en uno de los sencillos más exitosos de todos los tiempos en el ya mencionado país. En el resto de Europa era igualmente exitoso, ocupando las primeras posiciones en la mayoría de los países. En Japón y en el resto de Asia el sencillo también obtuvo éxito masivo, alcanzando el número uno en la lista “Japanese oricon charts” y en gran parte de los otros países de Asia. Internacionalmente se estima que “Together again” ha vendido entre seis y siete millones de unidades, siendo el sencillo más vendido de Jackson hasta la fecha.
Como curiosidad hay que decir que la melodía del estribillo de la canción es bastante similar al tema musical Bridge Zone del videojuego de Master System Sonic the Hedgehog.

## Posicionamiento en listas de popularidad
| Territorio     | Lista (1997)                    | Posición de apogeo |
| -------------- | ------------------------------- | ------------------ |
| Reino Unido    | UK Singles Chart                | 4                  |
| Territorio     | Lista (1998)                    | Posición de apogeo |
| Australia      | ARIA Singles Chart              | 4                  |
| Austria        | Ö3 Austria Top 40               | 6                  |
| Bélgica        | Ultratop 50 Singles (Flanders)  | 2                  |
| Bélgica        | Ultratop 40 Singles (Wallonia)  | 2                  |
| Canadá         | Canadian Singles Chart          | 2                  |
| Dinamarca      | Danish Singles Chart            | 4                  |
| Países Bajos   | Dutch Top 40                    | 1                  |
| Europa         | Eurochart Hot 100 Singles       | 1                  |
| Finlandia      | Finnish Singles Chart           | 16                 |
| Francia        | French Singles Chart            | 2                  |
| Alemania       | German Singles Chart            | 2                  |
| Irlanda        | Irish Singles Chart             | 4                  |
| Italia         | Italian Singles Chart           | 5                  |
| Nueva Zelanda  | RIANZ Singles Chart             | 5                  |
| Noruega        | Norwegian VG-lista              | 11                 |
| Suecia         | Swedish Singles Chart           | 9                  |
| Suiza          | Swiss Singles Chart             | 2                  |
| Estados Unidos | Billboard Hot 100               | 1                  |
| Estados Unidos | Billboard Hot R&B/Hip-Hop Songs | 8                  |
| Estados Unidos | Billboard Hot Dance Club Play   | 1                  |

## Formatos y listas de pistas
Colombia Promo CD Sencillo (PROJANET)
1. Colombia Edit - 3.42

Reino Unido 12" vinilo(7243 8 94747 6 3)
1. Tony Humphries 12" Edit Mix - 9:57
2. Tony Humphries FBI Edit Dub - 7:20
3. DJ Premier 100 In A 50 Remix - 5:22
4. DJ Premier 100 Just The Bass Vocal - 5:21
5. Jimmy Jam Deep Remix - 5:46

Reino Unido 12" R&B Promo vinilo (VSTXDJ 1670)
1. DJ Premier 100 In A 50 Remix - 5:22
2. DJ Premier 100 Just The Bass Vocal - 5:21
3. Jimmy Jam Deep Remix - 5:46
4. Jimmy Jam Extended Deep Club Mix - 6:29

Reino Unido 12" Remix Vinilo (VSTDJ 1670)
1. Tony Humphries Club Mix - 6:44
2. Tony Humphries 12" Edit Mix - 9:57
3. Tony Humphries FBI Dub - 7:20
4. Tony Humphries White & Black Dub - 6:30

Reino Unido Promo CD Sencillo (VSCDJ1670)
1. Radio Edit - 4:08
2. Single Edit - 4:22
3. Album Version - 5:01

Reino Unido Maxi-CD Sencillo (VSCDG 1670)
Japanese CD Single (VJCP-12084)
Australian CD Single (8947482)
1. Radio Edit - 4:07
2. Tony Humphries Club Mix - 6:44
3. DJ Premier 100 In A 50 Remix - 5:22
4. Jimmy Jam Deep Remix - 5:46
5. Tony Moran 7" Edit W/ Janet Vocal Intro - 5:29
6. Jimmy Jam Deeper Radio Edit - 4:00

Estados Unidos 2 x 12" Promo Vinilo (SPRO-12791)
1. Tony Moran 12" Club Mix - 11:00
2. Tony Humphries FBI Dub - 7:21
3. Tony Humphries Club Mix - 6:44
4. Jimmy Jam Extended Deep Club Mix - 6:29
5. Jimmy Jam Deep Remix - 5:46
6. DJ Premier Just The Bass - 5:22
7. Tony Moran Radio - 5:27
8. Album Version - 5:01

Estados Unidos 12" Vinilo (Y-38623)
1. Tony Moran 12" Club Mix - 11:00
2. Tony Humphries Club Mix - 6:44
3. Jimmy Jam Extended Deep Club Mix - 6:29
4. DJ Premier Just The Bass - 5:22

Estados Unidos Promo CD Sencillo (DPRO-12791)
1. Jimmy Jam Deeper Remix Edit - 4:00
2. Jimmy Jam Deep Remix Radio Edit - 4:16
3. DJ Premier Just The Bass - 5:22
4. Jimmy Jam Deep Remix - 5:46
5. DJ Premier 100 In A 50 Remix - 5:22
6. Call Out Hook (Deeper Mix) - 0:20
7. Call Out Hook (Deep Mix) - 0.15

Estados Unidos Maxi-CD Sencillo (7243 8 38623-2-0)
1. Radio Edit - 4:07
2. Jimmy Jam Deeper Radio Edit - 4:00
3. Jimmy Jam Deep Radio Edit - 4:16
4. "Got 'Til It's Gone" (Ummah Jay Dee's Revenge Mix) - 3:45

Francia 12" Promo vinilo (SA 8225)
Francia CD Sencillo (7243 8 94850 2 8)
1. Radio Edit - 4:07
2. Jimmy Jam Deeper Radio Edit - 4:00

## Remezclas oficiales
- Album Version – 5:01
- Radio Edit – 4:08
- Single Edit – 4:22
- Colombia Edit – 3:42
- Jimmy Jam Deep Remix – 5:49
- Jimmy Jam Deep Radio Edit – 4:16
- Jimmy Jam Extended Deep Club Mix – 6:29
- Jimmy Jam Deeper Remix – 4:53
- Jimmy Jam Deeper Radio Edit – 4:00
- Tony Moran 7" Edit w/ Janet Vocal Intro – 5:29
- Tony Moran 12" Club Mix – 11:00
- Tony Moran Radio Edit – 5:20
- Tony Moran T&G Dub – 6:45
- Tony Moran T&G Tribal Mix – 6:53
- Tony Humphries Club Mix – 6:44
- Tony Humphries 12" Club Mix – 9:57
- Tony Humphries FBI Dub – 7:20
- Tony Humphries White & Black Dub – 6:30
- DJ Premier 100 In A 50 Mix – 5:22
- DJ Premier Just Tha Bass – 5:22
- Jonathan Peters Sound Factory Floor/Original Mix – 12:29
- Jonathan Peters Tight Mix – 15:24
- Jonathan Peters Tight Mix Edit Pt. 1 – 5:25
- Jonathan Peters Tight Mix Edit Pt. 2 – 9:49
- Jonathan Peters Vocal Radio Mix – 4:28
- Jonathan Peters Mixshow – 7:09
- Call Out Hook (Chorus) – 0:13
- Call Out Hook (Verse) – 0:16
- Call Out Hook (Deep Mix) – 0:15
- Call Out Hook (Deeper Mix) – 0:20